# Sant Ermengol de Cervera
Sant Ermengol de Cervera és una ermita de Cervera (Segarra) protegida com a Bé Cultural d'Interès Local.

## Descripció
L'ermita de Sant Ermengol podria tenir origen romànic. Gran part però, de les restes actuals deixen veure modificacions importants d'època moderna. Es tracta d'una església d'una sola nau amb porta d'entrada coberta per una llinda plana. Presenta la singularitat de tenir un edifici annex, construït amb pedra calcària de Cervera que contrasta amb l'aparell constructiu de la capella que és de pedra sorrenca més pròpia de la pedrera del Talladell o del Llor.
A redós de la capella, una paret forma una mena de recinte clos.
Als costats de la capella s'hi edificaren dos recintes. Un d'ells és una cisterna coberta amb volta.

## Història
A la llinda de la porta trobem la inscripció: 1680 Joan Bargués.
La capella està sota l'advocació del sant bisbe d'Urgell Ermengol, això ens remet als orígens medievals d'aquest temple.